# Низамова, Карина Лапгхаевна
Карина Лапгхаевна Низамова (17 августа 1992 года, Пермь, Россия) — российская профессиональная баскетболистка, выступающая за команду НИКА-Лузалес. Мастер спорта России.

## Карьера
Родилась в спортивной семье. Ее отец занимался волейболом. В детстве, помимо баскетбола, также посещала секцию по санному спорту. На взрослом уровне заиграла в составе клуба Суперлиги «Казаночка». Без опыта выступлений в элите Низамова в 2014 году провела первые матчи в сборной России.
В сезоне 2015/2016 разыгрывающая дебютировала в Премьер-Лиге в ивановской «Энергии». Низамова помогла команде впервые в своей истории пробиться в Кубок Европы ФИБА. Перед началом следующего чемпионата заключила контракт с оренбургской «Надеждой», но из-за серьезной травмы она оказалась вне ее заявки. Остаток сезона Низамова доигрывала в «Казаночке». С 2016 по 2019 год выступала за МБА. Летом 2019 года Низамова вновь оказалась «Надежде», за которую она провела один год. В мае 2020 года она приняла решение вернуться в МБА.

## Сборная
Карина Низамова играла в молодёжной сборной России, вместе с которой дважды становилась серебряным призёром Чемпионата Европы U-20 (2011, 2012). В 2014 году дебютировала за главную национальную команду страны. С тех пор баскетболистка периодически вызывается в сборную. В последний раз в её составе она выходила на площадку 17 ноября 2019 года в матче отборочного этапа Чемпионата Европы 2021 года против сборной Эстонии (96:66).

## Достижения

### Международные
- Вице-чемпионка Европы среди молодежных команд (1): 2011, 2012.

### Национальные
- Бронзовый призер Чемпионата России (2): 2019/20, 2020/21, 2021/22, 2022/23.
- Бронзовый призер Кубка России (2): 2019/2020, 2020/21.
- Чемпионка Суперлиги (1): 2011/12.
- Серебряный призер Суперлиги (1): 2012/13.
- Бронзовый призер Суперлиги (1): 2010/2011, 2013/2014.
- Чемпионка Высшей лиги (1): 2009/2010.